# Sinclair Research

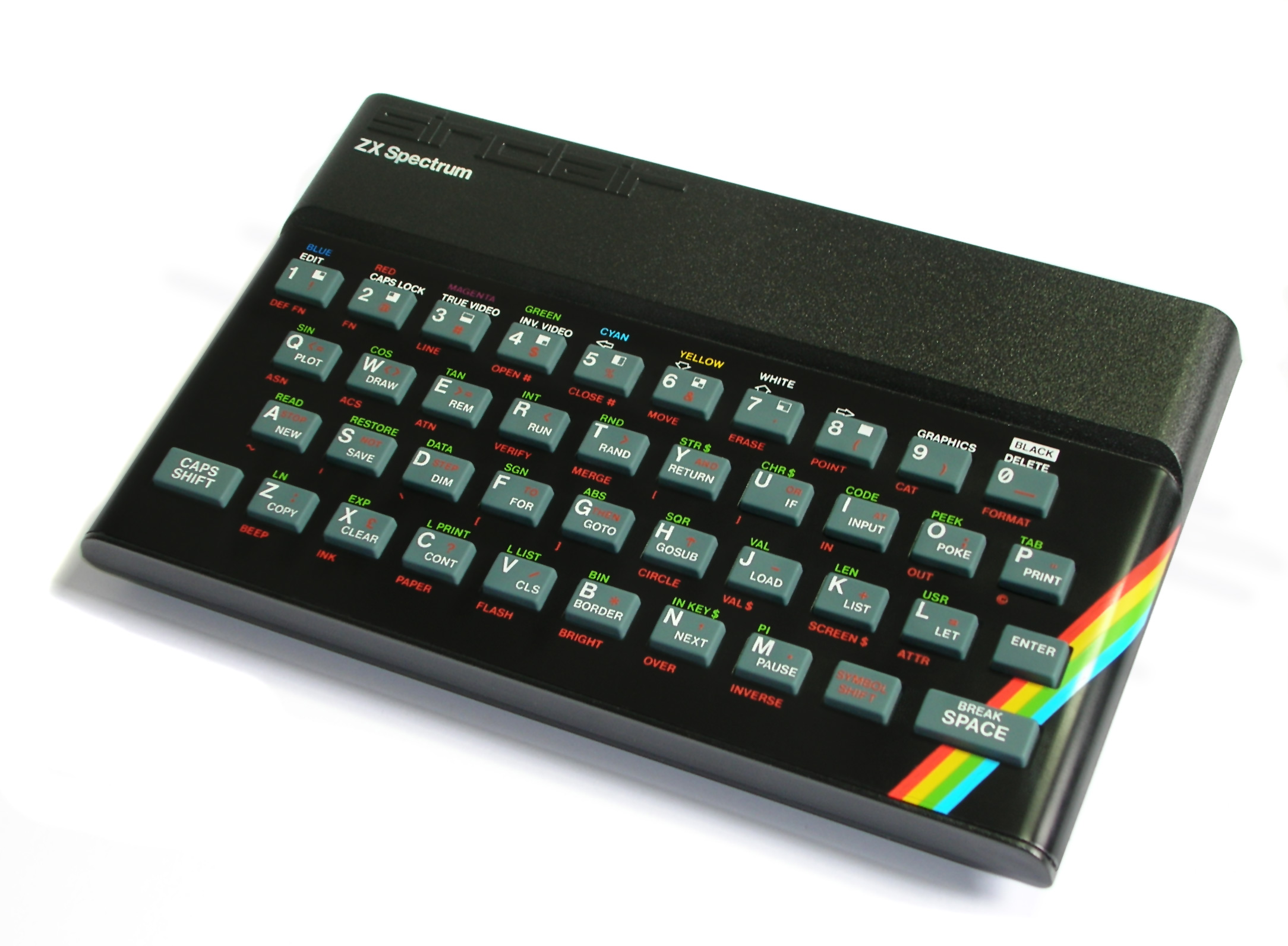
ZX Spectrum (1982)

Firma Sinclair Research je výrobce spotřební elektroniky založená Clivem Sinclairem v Cambridgi v Anglii (původně pod názvem Sinclair Radionics v roce 1961), aby prodávala Hi-Fi výbavu, kalkulátory, radia a jiné výrobky. V roce 1966 Sinclair vyvinul, ale nikdy neuvedl do prodeje, první kapesní televizor na světě. V roce 1972 Sinclair představil Sinclair Executive, kalkulátor významný kvůli svému úzkému designu. Následovalo mnoho dalších variant kapesních kalkulátorů včetně Sinclair Cambridge, Sinclair Scientific a Sinclair Oxford.
V 80. letech vstoupil Sinclair na trh osobních počítačů s modelem ZX80 za 99,95 liber, v té době šlo o nejlevnější osobní počítač prodávaný v Anglií. Během jednoho roku bylo prodáno 70 000 kusů tohoto počítače. V roce 1982 se objevilo ZX Spectrum, který se později stal nejprodávanějším počítačem v Británii a byl velkou konkurencí pro Commodore a Amstrad. Na vrcholu své slávy ve velké míře inspirován japonským programem Počítač páté generace založila společnost výzkumné centrum "MetaLab" v Milton Hallu (u Cambridge), aby sledovala umělou inteligenci, integraci membrán, formální verifikaci a další vyspělé projekty. V roce 1983 se Timex rozhodl spojit se Sinclairem a uvést na americký trh kompatilibilní počítače Timex Sinclair, díky velké konkurenci se ale neprosadil. Kombinace chyb u počítače Sinclair QL a TV80 vedla v roce 1985 k finančním problémům a o rok později prodal Sinclair práva ke svým počítačovým výrobkům a značce Amstradu. Sinclair Research Ltd. dnes stále funguje jako soukromá společnost a pokračuje v uvádění na trh nejnovějších objevů Sira Clive Sinclaira.
Od roku 1997 byl Clive Sinclair jediným zaměstnancem Sinclair Research.

## Produkty
- MK14
- ZX80
- ZX81
- ZX Printer
- ZX Spectrum
- ZX Interface 1, ZX Microdrive, ZX Interface 2
- Sinclair QL
- ZX Spectrum+
- ZX Spectrum 128K+
- Sinclair C5
- TV80

## Nerealizované produkty
- Janus
- Pandora
- Enigma[3]